# Cedillo de la Torre
Cedillo de la Torre – gmina w Hiszpanii, w prowincji Segowia, w Kastylii i León, o powierzchni 23,74 km². W 2011 roku gmina liczyła 122 mieszkańców.